# 785 Zwetana
785 Zwetana eller 1914 UN är en asteroid i huvudbältet, som upptäcktes den 30 mars 1914 av den tyske astronomen Adam Massinger i Heidelberg. Den är uppkallad efter Sofia Pophoff.
Den har en diameter på ungefär 49 kilometer.